# Sceptre (cheval)
Pour les articles homonymes, voir Sceptre (homonymie).
Sceptre (1899-1926) est un cheval de course pur sang anglais. Elle est l'un des deux seuls chevaux à avoir remporté quatre classiques britanniques.

## Carrière de courses
Sceptre est élevée par le Duc de Westminster à Eaton Stud dans le Cheshire, mais elle est vendue aux enchères à la mort de celui-ci, en 1899, et c'est Robert Siever qui l'acquiert pour 10 000 Guinées. Entraînée d'abord par Charles Morton, la pouliche court trois fois à 2 ans, pour deux victoires (dans les Woodcote Stakes et les July Stakes) et une deuxième place dans les Champagne Stakes. À la fin de la saison, Charles Morton devient entraîneur particulier pour une autre écurie et Robert Siever devient lui-même entraîneur de sa pouliche, qui s'apprête à faire une année de 3 ans extravagante.

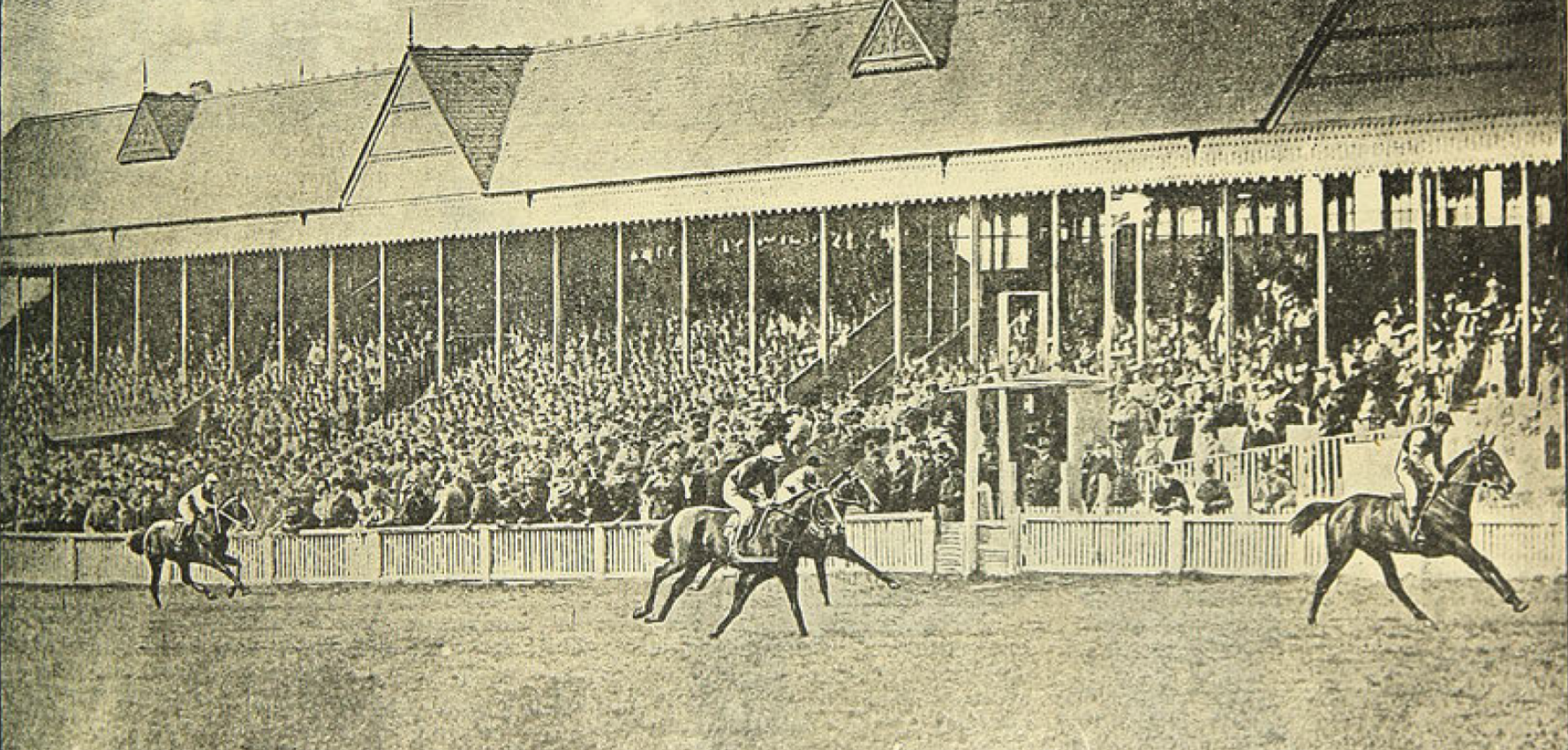
Victoire dans les 2000 Guinées 1902

En 1902, Sceptre fait sa rentrée dans le Lincolnshire Handicap, où elle est battue de justesse avant de réaliser un exploit complètement inimaginable aujourd'hui : elle s'impose d'abord face aux mâles dans les 2000 Guinées, dans un temps record, 1'39", puis, deux jours plus tard, enchaîne avec une victoire dans les 1000 Guinées face aux seules femelles. Elle se présente ensuite dans le Derby, une nouvelle fois face aux mâles, mais se blesse quelques jours avant la course et ne peut, courageuse, faire mieux que quatrième après un mauvais départ. Seulement deux jours plus tard, elle semble avoir recouvré tous ses moyens puisqu'elle s'adjuge les Oaks. Robert Siever décide alors d'emmener son extraordinaire pensionnaire à Longchamp, pour y disputer le Grand Prix de Paris : c'est le premier échec de sa carrière, elle termine sixième. Infatigable, Sceptre continue son marathon au meeting de Royal Ascot, où elle prend la cinquième place des Coronation Stakes puis le lendemain bat les poulains dans les St. James's Palace Stakes. Et il n'y a pas de repos estival, elle enchaîne avec le meeting de Goodwood où, comme elle en a l'habitude, elle enchaîne une défaite (deuxième des Sussex Stakes) et une victoire trois jours plus tard, dans les Nassau Stakes. Et on la retrouve à l'automne à Doncaster, où elle s'adjuge un nouveau classique, le St. Leger. La voilà donc qui a réussi la triple couronne des pouliches (1000 Guinées, Oaks, St. Leger). Elle devient la cinquième pouliche à réussir cet exploit depuis 1814, et seules quatre autres l'imiteront : la grande Pretty Polly deux ans plus tard, puis Sun Chariot (1942), Meld (1955) et Oh So Sharp (1985). Mais elle seule a réussi l'improbable : elle a remporté un autre classique, en l'occurrence les 2000 Guinées, et elle imite en un peu mieux Formosa puisque celle-ci a fait aussi bien, mais en devant partager la victoire avec le poulain Moslem dans les 2000 Guinées 1868. On peut donc dire de Sceptre qu'elle est le seul cheval de l'histoire à revendiquer un tel quadruplé. La saison dantesque de Sceptre s'achève deux jours après le St. Leger, lorsqu'elle prend la deuxième place des Park Hill Stakes.

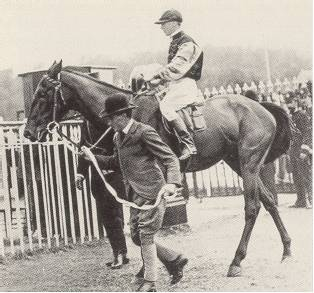
Sceptre en 1902

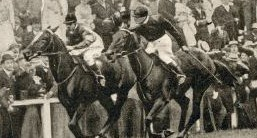
Sceptre battue par dans les Eclipse Stakes 1903

Fin 1902, Robert Sievier, qui est toujours à court d'argent et se maintient à flot grâce aux paris qu'il engage sur sa protégée (ce qui explique sans doute son calendrier stakhanoviste), décide de vendre Sceptre aux enchères en espérant amasser un pactole, mais la jument, curieusement, n'atteint pas le prix de réserve fixé par son propriétaire. Celui-ci se résout à la garder pour continuer à la faire courir et lui fait faire une rentrée dans le richement doté Lincolnshire Handicap. Elle termine cinquième mais Servier trouve un acheteur : Sir William Bass débourse £ 25 000 pour l'acquérir et l'envoie à l'entraînement chez Alec Taylor, Jr. à Manton. Elle remporte sous ses nouvelles couleurs les Hardwicke Stakes à Royal Ascot puis est battue d'un souffle à l'arrivée des Eclipse Stakes, où elle devance tout de même Rock Sand, qui allait s'adjuger ensuite la Triple Couronne. Ce sera sa dernière défaite de l'année, puisqu'elle empile les Jockey Club Stakes, les Duke of York Stakes, les Champion Stakes and Limekiln Stakes. Pour sa dernière saison, en 1904, elle n'apparaît que trois fois et semble n'avoir plus son niveau d'antan. Ses adieux à la piste à Ascot en juin sont quelque peu déroutants : comme Siever l'avait fait avant lui, non sans succès, Alec Taylor lui fait disputer deux courses en deux jours durant le meeting de Royal Ascot, et pas les moins éprouvantes puisqu'elle est alignée dans le marathon de la Gold Cup et revient le lendemain pour les Hardwicke Stakes. Ses deux troisièmes places (sur quatre, certes), n'en sont que plus méritoires, mais la jument aurait mérité une sortie de scène plus douce. 

### Résumé de carrière
| Date         | Hippodrome  | Pays        | Course                    | Distance    | Jockey      | Place       | Écart       | Vainqueur ou deuxième |
| 1901, 2 ans  | 1901, 2 ans | 1901, 2 ans | 1901, 2 ans               | 1901, 2 ans | 1901, 2 ans | 1901, 2 ans | 1901, 2 ans | 1901, 2 ans           |
| ------------ | ----------- | ----------- | ------------------------- | ----------- | ----------- | ----------- | ----------- | --------------------- |
| 4 juin       | Epsom       | Royaume-Uni | Woodcote Stakes           | 1 100 m     | S. Lotus    | 1er / 11    | 4           | Csardas               |
| 2 juillet    | Newmarket   | Royaume-Uni | July Stakes               | 1 200 m     | S. Lotus    | 1er / 7     | 2           | –                     |
| 10 septembre | Doncaster   | Royaume-Uni | Champagne Stakes          | 1 100 m     | S. Tortoise | 3e / 7      | 3/4         | Game Chick            |
| 1902, 3 ans  |             |             |                           |             |             |             |             |                       |
| 18 mars      | Doncaster   | Royaume-Uni | Lincolnshire Handicap     | 1 600 m     | F. Hardy    | 2e / 23     | tête        | St.Maclou             |
| 30 avril     | Newmarket   | Royaume-Uni | 2000 Guinées              | 1 600 m     | H. Randall  | 1er / 14    | 2           | Pistol                |
| 2 mai        | Newmarket   | Royaume-Uni | 1000 Guinées              | 1 600 m     | H. Randall  | 1er / 15    | 1 ½         | St.Windeline          |
| 4 juin       | Epsom       | Royaume-Uni | Derby                     | 2 400 m     | H. Randall  | 4e / 18     | ―           | Ard Patrick           |
| 6 juin       | Epsom       | Royaume-Uni | Oaks                      | 2 400 m     | H. Randall  | 1er / 14    | 3           | Glass Jug             |
| 15 juin      | Longchamp   | France      | Grand Prix de Paris       | 3 000 m     | H. Randall  | 6e / 11     | ―           | Kizil Kourgan         |
| 18 juin      | Ascot       | Royaume-Uni | Coronation Stakes         | 1 600 m     | H. Randall  | 5e / 13     | ―           | Doctrine              |
| 19 juin      | Ascot       | Royaume-Uni | St. James's Palace Stakes | 1 600 m     | F. Hardy    | 1er / 8     | 1 ½         | Flying Lemur          |
| 30 juillet   | Goodwood    | Royaume-Uni | Sussex Stakes             | 1 600 m     | F. Hardy    | 2e / 5      | 2           | Royal Lancer          |
| 1er août     | Goodwood    | Royaume-Uni | Nassau Stakes             | 2 400 m     | F. Hardy    | 1er / 6     | 4           | Elba                  |
| 10 septembre | Doncaster   | Royaume-Uni | St. Leger                 | 2 900 m     | F. Hardy    | 1er / 12    | 3           | Rising Glass          |
| 12 septembre | Doncaster   | Royaume-Uni | Park Hill Stakes          | 2 800 m     | F. Hardy    | 2e / 4      | 1           | Elba                  |
| 1903, 4 ans  |             |             |                           |             |             |             |             |                       |
| 24 mars      | Doncaster   | Royaume-Uni | Lincolnshire Handicap     | 1 600 m     | F. Hardy    | 5e / 20     | ―           | Over Norton           |
| 19 juin      | Ascot       | Royaume-Uni | Hardwicke Stakes          | 2 400 m     | F. Hardy    | 1er / 7     | 5           | Gay Gordon            |
| 17 juillet   | Sandown     | Royaume-Uni | Eclipse Stakes            | 2000 m      | F. Hardy    | 2e / 5      | enc.        | Ard Patrick           |
| 1er octobre  | Newmarket   | Royaume-Uni | Jockey Club Stakes        | 2000 m      | F. Hardy    | 1er / 5     | 4           | Rock Sand             |
| 10 octobre   | Kempton     | Royaume-Uni | Duke of York Stakes       | 2000 m      | O. Madden   | 1er / 15    | tête        | Happy Slave           |
| 13 octobre   | Newmarket   | Royaume-Uni | Champion Stakes           | 2000 m      | F. Hardy    | 1er / 3     | 10          | Kroonstad             |
| 27 octobre   | Newmarket   | Royaume-Uni | Limekiln Stakes           | 2000 m      | F. Hardy    | 1er / 2     | 8           | Paregoric             |
| 1904, 5 ans  |             |             |                           |             |             |             |             |                       |
| 2 juin       | Epsom       | Royaume-Uni | Coronation Cup            | 2 400 m     | O. Madden   | 2e / 4      | 1           | Zinfandel             |
| 16 juin      | Ascot       | Royaume-Uni | Gold Cup                  | 4 000 m     | O. Madden   | 3e / 4      | 1 ¾         | Throwaway             |
| 17 juin      | Ascot       | Royaume-Uni | Hardwicke Stakes          | 2 400 m     | O. Madden   | 3e / 4      | 5           | Rock Sand             |

## Au haras

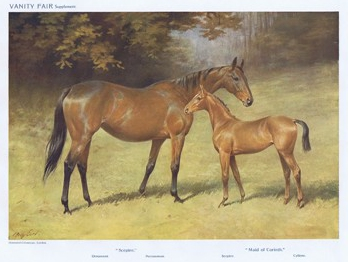
Sceptre et sa fille Maid of Corinth

À l'issue de sa carrière de course, Sceptre changea plusieurs fois de propriétaire, passant des mains d'Edmund Somerville Tattersall à celles de John Musker et finalement de Lord Glanely. Comme poulinière, elle eut un poulain et sept pouliches. Deux d'entre elles se distinguèrent : Maid of Corinth, deuxième des 1000 Guinées, et Maid of the Mist, qui a donné le champion Craig an Eran, vainqueur en 1921 des 2000 Guinées, des St. James's Palace Stakes et des Eclipse Stakes, deuxième du Derby et père de l'Arc-winner Mon Talisman, et Sunny Jane, lauréate des Oaks en 1917. Cette Maid of the Mist a décidément bien tracé au haras, puisqu'on la retrouve dans les pedigrees de plusieurs champions dont le Français Relko ou St. Germans, devenu un étalon influent aux États-Unis.
En 1923, un propriétaire brésilien proposa 500 Guinées à Lord Glanely pour acquérir Sceptre. Celui-ci, d'abord tenté, accepta la vente et finalement l'annula sous la pression des amateurs de courses qui ne se résolvaient pas à la voir changer d'hémisphère. Elle demeura donc en Angleterre où elle mourut à 27 ans, en 1926. Une course de groupe 3 lui rend hommage chaque année lors du meeting de Doncaster, les Sceptre Stakes.

## Origines
Sceptre est issue d'un croisement prestigieux entre le champion Persimmon, vainqueur du Derby, du St. Leger, des Eclipse Stakes et de la Gold Cup, et Ornament, sœur de Farewell (par Doncaster), qui remporta les 1000 Guinées en 1885, Ossory (par Bend Or), lauréat des St. James's Palace Stakes et des Prince of Wales's Stakes, et surtout Ormonde (par Bend Or comme elle), l'un des plus grands champions du XIXe siècle, vainqueur de la Triple Couronne en 1886.

### Pedigree
| Origines de Sceptre (GB), jument baie née en 1899 | Origines de Sceptre (GB), jument baie née en 1899 | Origines de Sceptre (GB), jument baie née en 1899 | Origines de Sceptre (GB), jument baie née en 1899 |
| ------------------------------------------------- | ------------------------------------------------- | ------------------------------------------------- | ------------------------------------------------- |
| Père Persimmon 1893                               | St. Simon 1881                                    | Galopin 1872                                      | Vedette                                           |
| Père Persimmon 1893                               | St. Simon 1881                                    | Galopin 1872                                      | Flying Duchess                                    |
| Père Persimmon 1893                               | St. Simon 1881                                    | St. Angela 1865                                   | King Tom                                          |
| Père Persimmon 1893                               | St. Simon 1881                                    | St. Angela 1865                                   | Adeline                                           |
| Père Persimmon 1893                               | Perdita 1881                                      | Hampton 1872                                      | Lord Clifden                                      |
| Père Persimmon 1893                               | Perdita 1881                                      | Hampton 1872                                      | Lady Langden                                      |
| Père Persimmon 1893                               | Perdita 1881                                      | Hermione 1875                                     | Young Melbourne                                   |
| Père Persimmon 1893                               | Perdita 1881                                      | Hermione 1875                                     | La Belle Helene                                   |
| Mère Ornament 1887                                | Bend Or 1877                                      | Doncaster 1870                                    | Stockwell                                         |
| Mère Ornament 1887                                | Bend Or 1877                                      | Doncaster 1870                                    | Marigold                                          |
| Mère Ornament 1887                                | Bend Or 1877                                      | Rouge Rose 1865                                   | Thormanby                                         |
| Mère Ornament 1887                                | Bend Or 1877                                      | Rouge Rose 1865                                   | Ellen Horne                                       |
| Mère Ornament 1887                                | Lily Agnes 1871                                   | Macaroni 1860                                     | Sweetmeat                                         |
| Mère Ornament 1887                                | Lily Agnes 1871                                   | Macaroni 1860                                     | Jocose                                            |
| Mère Ornament 1887                                | Lily Agnes 1871                                   | Polly Agnes 1865                                  | The Cure                                          |
| Mère Ornament 1887                                | Lily Agnes 1871                                   | Polly Agnes 1865                                  | Miss Agnes (famille 16-h)                         |